# The Miracles
Pour les articles homonymes, voir Miracle (homonymie).
The Miracles (connus de 1965 à 1972 sous le nom de Smokey Robinson and the Miracles) est un groupe américain de musique soul originaire de Détroit dans le Michigan. La formation permit à Motown Records de devenir une valeur sûre dans le monde de la musique. Le fondateur et leader du groupe, Smokey Robinson, fut à l'origine de la plupart des succès du groupe.

## Membres
- Smokey Robinson (1955–1972)
- Marvin Tarplin
- Ronnie White1955–1983, 1993–1995)
- Pete Moore (1955–1978)
- Clarence Dawson (1955)
- James Grice (1955)
- Emerson Rogers (1956)
- Bobby Rogers (1956–1983, 1993–2011) – décédé le 3 mars 2013
- Claudette Rogers (Robinson) (1956–1964, 2005–2011)
- Billy Griffin (1972–1978, jusqu'à la fin des années 1990)
- Dave Finley (1978–1983, 1993–2011)
- Sidney Justin (1993–2000)
- Tee Turner (1996–2011)
- Mark Scott (2005–2011)

## Discographie

### Albums studio

#### The Miracles
- 1961 : Hi… We're The Miracles
- 1961 : Cookin' with The Miracles
- 1962 : I'll Try Something New
- 1963 : Christmas with The Miracles
- 1963 : The Fabulous Miracles
- 1963 : The Miracles Doin' Mickey's Monkey
- 1964 : I Like It Like That
- 1973 : Renaissance
- 1974 : Do It Baby
- 1975 : Don't Cha Love It
- 1975 : City of Angels (US #33)
- 1976 : The Power of Music
- 1977 : Love Crazy
- 1978 : The Miracles

#### Smokey Robinson & the Miracles
- 1965 : Going to a Go-Go (US #8)
- 1966 : Away We a Go-Go
- 1967 : Make It Happen (US #28)
- 1968 : Special Occasion
- 1969 : Time Out for Smokey Robinson & The Miracles (US #25)
- 1969 : Four in Blue
- 1970 : What Love Has… Joined Together
- 1970 : A Pocket Full of Miracles
- 1970 : The Season for Miracles
- 1971 : One Dozen Roses
- 1972 : Flying High Together

### Albums live

#### The Miracles
- 1963 : The Miracles Recorded Live on Stage

#### Smokey Robinson & the Miracles
- 1969 : Smokey Robinson & The Miracles LIVE!
- 1972 : Smokey Robinson & The Miracles: 1957–1972

### Compilations
- 1965 : Greatest Hits from the Beginning (US #21)
- 1968 : Greatest Hits, Vol. 2 (US #7)
- 1974 : Anthology
- 1977 : Greatest Hits
- 1994 : The 35th Anniversary Collection
- 1998 : The Ultimate Collection
- 2009 : Depend On Me: The Early Albums

### Singles

#### Billboard Hot 100(US) etUK Singles Chart(GB)
- 1960 : Shop Around (US #2)
- 1963 : You've Really Got a Hold on Me (US #8)
- 1963 : Mickey's Monkey (US #8)
- 1965 : Ooo Baby Baby (US #16)
- 1965 : The Tracks of My Tears (US #16 – GB #9)
- 1965 : My Girl Has Gone (US #14)
- 1965 : Going to a Go-Go (US #11)
- 1966 : (Come 'Round Here) I'm the One You Need (US #17 – GB #13)
- 1967 : The Love I Saw in You Was Just a Mirage (US #20)
- 1967 : I Second That Emotion (en) (US #4)
- 1968 : If You Can Want (US #11)
- 1968 : Baby – Baby Don't Cry (US #8)
- 1970 : The Tears of a Clown (US #1 – GB #1)
- 1971 : I Don't Blame You at All (US #18 – GB #11)
- 1974 : Do It Baby (US #13)
- 1976 : Love Machine - Pt. I (US #1 – GB #3)